# 亨廷代爾 (密蘇里州)
亨廷代爾（英語：Huntingdale）是位於美國密蘇里州亨利縣的非建制地區。

## 歷史
亨廷代爾的郵局於1856年設立，其後於1907年停運。

## 地理
亨廷代爾所處的海拔為高於海平面258米（即846英呎），而該地所採用的時區為UTC-6，即北美中部時區（CST）。同時該地設有夏令時間，為UTC-6調快一小時，即UTC-5（CDT）。